# 戰士 (生化戰士)
戰士是樂高旗下玩具產品線生化戰士虛構角色種類的稱呼；生化戰士角色皆是以機械生命體，「戰士」劇情中常被塑造成英雄。在生化世界宇宙（The Matoran Universe）中，某一些特定的馬特蘭村民都會成為戰士（擁有偉大力量和能力的勇者）；戰士的職責是保護村民們並維持生化世界宇宙的和平，通常都會組成一支隊伍行動，團結是他們強大的原因。每人都擁有特別的元素力量和面具力量，當戰士掌握了自己的元素後就可以得到更強的力量。戰士們都有共用的一套專屬準則「戰士守則」，必須遵守這此守則來行動；其中有一項不准殺人的守則（對敵人也是如此），但也有一些戰士不遵循守則。生化世界宇宙中曾經有多達3000位戰士存在，但是在經過許多戰爭、謀殺、暗殺後，現在倖存的戰士只剩約40人左右。
首套戰士於2001年推出，隨著生化戰士於2010年停產，戰士的設定隨之完結。「戰士」稱呼未能在2015年的重啟線中延續，而是改稱為「大師」（Master）。

## 製作背景
第一套戰士商品（編號8531至8536）共六名角色，於2001年發售，後來被稱為「馬他呂戰士」。同時還推出了卡諾希面具包（Kanohi Mask Pack）。起初，此商品受到樂高公司的傳統主義約束，而在公司內部引起意見分歧，歸因於樂高應強調自由發揮、鼓勵想像力，而非現代戰爭或暴力樂高積木的價值觀。但生化戰士商品一發售，便造成轟動，足以將當時瀕臨破產的樂高公司東山再起。

## 主要戰士團隊

### 馬他呂戰士／努瓦戰士
「馬他呂戰士」是偉大的聖靈馬他呂（Mata Nui），所選擇的守護者，被馬他呂創造的目的是因為馬他呂自己知道，自己總有一天會倒下，所以祂必須要創造一群守護者，來替祂保護村民並將祂喚醒，那群守護者就是馬他呂戰士，在村民的語言中馬他呂戰士代表著「英雄聖靈」和「聖靈的英雄」的意思。馬他呂沉睡後，馬他呂戰士們並未能被祂立即傳送到馬他呂島，他們反而在海上漂流了大概1000多年，當他們終於漂流到馬他呂島上後他們已經忘記了所有事情除了自己的名字。經過了長老（Turaga）們的指導後他們知道了自己的任務，儘管一開始他們彼此間有些摩擦，但他們後來仍然學會團結一致，共同面對強大的威脅，馬他呂戰士在戰時擊敗馬古他（Makuta）後結束了異獸對村民的威脅，後來又在與布洛（Bohrok）及拉希（Rahkshi）戰鬥也取得了勝利。
馬他呂戰士後來掉進了能量池中，因其能量而進化為「努瓦戰士」，進化後他們的力量和盔甲防禦力提升許多，面具也隨著力量強化而改變，努瓦戰士中的「努瓦」代表了新的意思。他們的這些新力量也不是沒有危險，他們在進化後他們的元素力量被轉移到了蘇瓦石（Suva）中；蘇瓦石就成了他們的力量來源，這些蘇瓦石後來有被變種布洛奪走過，令努瓦戰士一度失去力量，所後來努瓦戰士成功奪回蘇瓦石，為了防止此事再度發生努瓦戰士將蘇瓦石藏在了安全的地方。
努瓦戰士後來得到了阿塔卡（Artakha）的幫助，穿上了阿塔卡幫他們打造的適應裝甲（Adaptive Armor）後，他們能夠適應任何環境，還得到了飛行能力，塔虎、加莉、奧努前往卡達呂（Karda Nui）下方的聖靈沼澤（Swamp of Secrets）執行上聖靈甦醒的任務，而高柏加、利華、保哈圖則留在卡達呂上空支援光之村民們。最後聖靈成功被喚醒，被喚醒時產生了能量風暴（Energy Storm）殺死了大部分的馬古他，但戰士們及時逃出躲過了能量風暴。而戰士們終於達到他們的最終目的，喚醒聖靈馬他呂，正當他們這麼以為時他們不知道馬古他「泰瑞達斯」（Teridax）已經占據了聖靈馬他呂的軀體，之後戰士們就一直在聖靈的軀體內與泰瑞達的勢力抵抗。在巴拉馬格納（Bara Magna），馬他呂最終擊敗了泰瑞達斯，並對巴拉馬格納進行改造，成為了戰士、村民等人繼續生活的新家園。
他們在卡達呂的那段時間，塔虎和馬古他們的團隊共同被稱為「米斯帝卡」（Mistika），在村民的語言中有「霧中聖靈」的意思，以自身的裝甲適應空中與沼澤環境，共同武器為「寧拉幽靈爆破槍」（Nynrah Ghost Blasters）；而高柏加和馬古他們的團隊共同被稱為「潘托卡」（Phantoka），在村民的語言中有「天空的聖靈」的意思，共同武器為「彌達克天爆槍」（Midak Skyblaster）。
在2015年的重啟線中，馬他呂戰士以保留了各自的元素的新版本出現。

#### 塔虎
塔虎（Tahu）是火之戰士兼團隊的領袖，能夠製造和操縱火、耐熱、加熱周圍的空氣。最初要求同伴們完全服從他的指揮，不在乎別人對自己的意見、完全忽略別人，也時常與高柏加發生衝突；雖然團隊承認他是領袖但並未予以尊重。最初脾氣火爆，但後來他學會控制自己的憤怒，也學會和他人合作，贏得了同伴們的尊重。馬古他「泰瑞達斯」抵達巴拉馬格納後，和同伴們登陸了星球表面支援大漠鬥士（Glatorian）戰鬥。之後塔虎被馬他呂升級進化，獲得了黃金裝甲，以此力量擊敗了泰瑞達斯的所有新拉希（Rahkshi）軍團，使得泰瑞達斯分心了並使馬他呂得以取勝。馬他呂改革了巴拉馬格納，使它變回了天堂，此時的塔虎已是最強大的戰士。在2015年的重啟線中，個性多了健忘的特點，且仍是團隊的領袖。
馬他呂戰士時配戴的卡諾希面具（Kanohi）為「防護」（Hau），能短時間展開抵擋正面攻擊的防護罩，但無法防禦偷襲及精神攻擊。武器為「火焰之劍」（Fire Sword），能凝聚出自身的火元素來攻擊；此武器在被馬他呂進化後回歸。努瓦戰士時配戴進化後的「防護努瓦」（Hau Nuva）面具，此時展開的防護罩能連帶身邊的人也一同受到保護。武器為雙把「熔岩刀」（Magma Swords），不只能凝聚火元素，也能一起合併成熔岩衝浪板。努瓦面具最後隨蘇瓦石遭熔岩吞噬。米斯帝卡時期身穿適應裝甲，獲得了飛行能力，並適應了當時所前往的沼澤地形。除了「寧拉幽靈爆破槍」外的武器為「高速旋轉刀」（High Speed Rotating Blades），能如電鋸般攻擊，亦可作為盾牌使用。
在重啟線中，2015年配戴「火之面具」及「金色火之面具」，2016年改為「聯合火之面具」及「金色聯合火之面具」。2015年的武器包括能合併成熔岩衝浪板的雙把「火焰刀」（Fire Blades），以及兩把較小的「金劍」（Golden Swords）。2016年武器改為「火晶刀」（Fire Crystal Blades），為設計不同的火焰刀。
在早期草案中，塔虎被命名為（意為火焰）。在毛利語意為「燃燒」。2003年電影《生化戰士：電腦動畫電影》的台灣版影碟中，被譯為「火燄刀」。

#### 加莉
加莉（Gali）是水之戰士，具有召喚潮汐和暴雨以及控制水、創造漩渦等能力。團隊中唯一的女性，也是最聰明、和藹可親的戰士；但仍有自己的脾氣，為了維護馬特蘭人的三大美德，甚至與隊友們爭吵不休。曾與塔虎不合，但在拯救中毒後的對方後才冰釋前嫌。總是限制使用自身力量，認為戰鬥並非所有衝突的解答。主線劇情中唯一使用過「新星爆破」（Nova Blast）的戰士。巴拉馬格納戰役中，與保哈圖一起擊敗了大半暴走黨軍團。在2015年的重啟線中，仍是勇敢、和藹、總是願意挺身而出的英勇女戰士。
馬他呂戰士時配戴的卡諾希面具為「潛水」（Kaukau），使自己在限定時間及深度內在水下呼吸。武器為雙把「水鉤」（Water Hooks），能引導出自身的水元素來進行近戰，或者輕鬆攀登光滑的表面。努瓦戰士時配戴進化後的「潛水努瓦」（Kaukau Nuva）面具，除了自己外也能使身旁的他人共享水下呼吸能力。武器為雙把「水族戰斧」（Aqua Axes），除了作戰外也能當成固定在腳上的游泳腳蹼，並利用後端的螺旋槳以極快的速度帶自己穿越水面。潘托卡時期身穿適應裝甲，獲得了飛行能力，並適應了當時所前往的沼澤地形；面具上多了兩片鰭，以快速將沼澤的空氣排出體外。武器為附有「水族瞄準器」（Aqua Focus Target）的「寧拉幽靈爆破槍」，能藉由瞄準雷射線來提升命中準度。
在重啟線中，2015年配戴「水之面具」及「金色水之面具」，2016年改為「聯合水之面具」及「金色聯合水之面具」。2015年的武器為「元素三叉戟」（Elemental Trident），刀片可以接到腳上，變成魚鰭來協助游泳。2016年武器改為「水晶刀」（Water Crystal Blade），一把長柄刀。
在早期草案中，加莉被命名為（意為鉤）。2003年電影《生化戰士：電腦動畫電影》的台灣版影碟中，被譯為「海潛甲」。

#### 利華
利華（Lewa）是氣之戰士，能夠控制風、召喚氣流、颳起龍捲風。個性幽默、不受拘束，總是輕鬆無憂無慮的面對自己的職責，喜歡以茂密的叢林地區為自己的家。曾被泰瑞達所控制的感染異獸（Rahi）感染了面具，成為敵方的人，後來被奧努搭救才解脫；之後學到不能低估眼前的危險。泰瑞達斯掌控了生化世界宇宙後，利華被傳送到了特倫克羅姆（Tren Krom）島上，後來又被傳送回阿塔卡島之後與其他同伴一同參與了巴拉馬格納的戰鬥。在2015年的重啟線中，元素被更換成「叢林」，能控制植物和風；個性變得較叛逆、狡猾，也因輕浮給隊友們添了不少麻煩，但幫得上忙。
馬他呂戰士時配戴的卡諾希面具為「漂浮」（Miru），擁有漂浮於空中並飛行的能力。武器為「氣之斧」（Air Axe），能引導出自身的氣元素來強化銳利度。努瓦戰士時配戴進化後的「漂浮努瓦」（Miru Nuva）面具，除了自身外也能讓他人共享漂浮和飛行能力。武器為雙把「氣之刀」（Air Katana），可配合面具來在空中滑翔，以提升飛行速度。潘托卡時期身穿適應裝甲並配備飛行火箭助推器。除了「彌達克天爆槍」外的武器為「飛行軍刀」（Air Saber），是一把適合空戰、高銳利度的大砍刀。後來在卡達呂下方沼澤的密室中發現了戰機，並駕駛它追擊搶走的馬古他「安特洛茲」（Antroz）。
在重啟線中，2015年配戴「叢林面具」及「金色叢林面具」，2016年改為「聯合叢林面具」及「金色聯合叢林面具」。2015年的武器為雙把「戰斧」（Battle Axes），能分離成飛行用的滑翔翼以及雙刀。2016年武器改為「叢林晶刀」（Jungle Crystal Blades），為雙把長刀。
在早期草案中，利華被命名為（意為斧）。一名的發音各有不同而引起爭論，最早被唸成（萊瓦），在遊戲中的唸成為（盧瓦），電影中則唸成（利瓦）。潘托卡利華是官方漫畫插畫家雷伊·蓋勒（Leigh Gallagher）最愛畫的角色。2003年電影《生化戰士：電腦動畫電影》的台灣版影碟中，被譯為「綠林劍」。

#### 保哈圖
保哈圖（Pohatu）是石之戰士，擁有強大的體能和踢技，常將岩石作為武器。戰士中最友善、隨和又幽默的一位，對同伴、長老和馬特蘭人總是體貼、友好，連冷漠的高柏加都予以肯定。巴拉馬格納戰役前與塔卡努瓦一起前往德斯特拉爾（Destral，馬古他兄弟連大本營）；後與加莉一起擊敗了大半暴走黨軍團。在2015年的重啟線中，個性剛強、嚴肅、固執，很討厭黑暗的地方，與原版完全相異。
馬他呂戰士時配戴的卡諾希面具為「速度」（Kakama），賦予自己令人難以置信的移動速度，可在幾秒鐘內移動到任何地方。戰士中唯一沒有自己的武器，而是藉由「腳部增強裝置」（Feet Additions）來將一塊巨石當球踢或砸毀。努瓦戰士時配戴進化後的「速度努瓦」（Kakama Nuva）面具，強化了反應能力和感官，除自己外也能賦予他人快速移動的能力；面具也能透過分子振動而不無傷穿過物體。武器多了一對「攀岩爪」（Climbing Claws），加上強化的腳部，得以輕鬆地攀上懸崖。攀岩爪也能合體成一顆「克坦球」（Kodan Ball）。潘托卡時期身穿適應裝甲，面具多了護目鏡，以在高速行駛時保護眼部。除了肩扛式「彌達克天爆槍」外的武器為「雙螺旋槳」（Twin Propellers），賦予自己飛行能力，也可當作鑽頭粉碎目標。後來在卡達呂下方沼澤的密室中發現了戰機，並駕駛它追擊搶走的安特洛茲。
在重啟線中，2015年配戴「石之面具」及「金色石之面具」，2016年改為「聯合石之面具」及「金色聯合石之面具」。2015年的武器為雙把「暴風迴力鏢」（Jeterangs），可連接至腳上來飛行並在下半身形成小型龍捲風。武器還配有一把「匕首」（Dagger）。2016年武器改為後端帶有鏈狀巨石的「石晶刀」（Stone Crystal Blade）。
在早期草案中，保哈圖被命名為（意為踢）。在毛利語意為「石頭」或「卵石」。2003年電影《生化戰士：電腦動畫電影》的台灣版影碟中，被譯為「巨石剪」。保哈圖人物的主體色為棕色，潘托卡時期變為橙色。

#### 奧努
奧努（Onua）是地之戰士，能築起圍牆、控制土壤，擅長挖掘隧道，協助地村馬特蘭人（Onu-Koro）採礦。本身具有夜視能力，不喜歡太多的光線。可謂戰士的良心，睿智卻沉默寡言，唯有要事才會開口，也是可靠的存在；團隊中與保哈圖特別要好。本身擁有強大的體能，可輕易舉起或投擲巨石。巴拉馬格納戰役期間，負責守護檔案館，將此地變成一座堅不可摧的堡壘。在2015年的重啟線中，文靜的個性與原版一致而未改變；身材高大，但恐高，偶爾打瞌睡。
馬他呂戰士時配戴的卡諾希面具為「力量」（Pakari），強化配戴者的力氣。以一對天生的「地爪」（Earth Claws）為武器，能藉此挖掘土壤和岩壁。努瓦戰士時配戴進化後的「力量努瓦」（Pakari Nuva）面具，可強化附近他人的力氣。原有的地爪變為一對「地之碎石器」（Quake Breakers），能輕易鑿碎眼前的泥土和岩石，也可裝在腳上當作全地形踏板。潘托卡時期身穿適應裝甲，獲得了飛行能力，並適應了當時所前往的沼澤地形。武器為具備瞄準雷射線的「寧拉幽靈爆破槍」，以及裝在左臂的「多抗護盾」（Multi-Resistance Shield）。
在重啟線中，2015年配戴「地之面具」及「金色石之面具」，2016年改為「聯合地之面具」及「金色聯合地之面具」。2015年的武器為帶有「渦輪鏟」（Turbo Shovelers）的「震地錘」（Earthquake Hammer），具有鎚子和雙鏟斗兩種型態。2016年武器改為「鑽頭鎚」（Drill Hammer），同時具有挖掘和攻擊的功能。
在早期草案中，奧努被命名為（意為「爪」）。2003年電影《生化戰士：電腦動畫電影》的台灣版影碟中，被譯為「地星鑽」。2001年的奧努玩具套裝（編號8532）僅30片零件，是件數最少的戰士套裝。

#### 高柏加
高柏加（Kopaka）是冰之戰士，除了基本的耐寒外，控制冰和雪、凍結任何東西，或者降低空氣溫度。在隊伍中有如副隊長般的存在，個性和外在給人的感覺就猶如他自身的元素一樣冷冰。通常都獨來獨往完成冷靜地完成任務，都十分輕視村民所說的「要團結才有力量」，但後來經過思考後發現這是打敗泰瑞達斯的唯一途徑。因孤傲的個性而常與塔虎發生衝突，之後兩人學會了互相尊重彼此，而後來自己也學會了尊重「團結」這個信念。巴拉馬格納戰役期間，在利華的幫助下找到迷失方向的加莉，並待在檔案館中。在2015年的重啟線中，個性和原版一樣冰冷，但多了略笨拙、沒方向感和完美主義的特點。
馬他呂戰士時配戴的卡諾希面具為「透視」（Akaku），能使配戴者擁有X-視線來看透物體，也能當成望遠鏡使用。武器為「冰之劍」（Ice Sword）和「冰之盾」（Ice Shield），能引導出自身的冰元素來達成攻防一體的作戰。努瓦戰士時配戴進化後的「透視努瓦」（Akaku Nuva）面具，賦予自己和周遭他人擁有看穿固體及幻象的能力（但無法看穿卡達呂的迷霧）；面具也配備了伸縮鏡頭，增強觀看遠方的清晰度。武器為雙把「冰之刀」（Ice Blade），可裝在同一隻手上，也能裝在腳底當作冰刀鞋；冰之盾則變得更大更堅固。潘托卡時期身穿適應裝甲，獲得了飛行能力，面具上多了瞄準雷射線。武器為配有「暴雪之刀」（Blizzard Blade）的「彌達克天爆槍」，類似步槍刺刀。在卡達呂下方沼澤的密室中發現了戰機，但被安特洛茲奪走。
在重啟線中，2015年配戴「冰之面具」及「金色石之面具」，2016年改為「聯合冰之面具」及「金色聯合冰之面具」。2015年的武器為「冰之矛」（Ice Spear）和可分解成一對滑雪板的「冰霜之盾」（Frost Shield）。2016年武器改為雙刃劍形式的「冰晶刀」（Ice Crystal Blade）。
在早期草案中，高柏加被命名為（意為「刀刃」）。高柏加是生化戰士作家格雷格·法斯堤最喜歡的角色，寫起來非常順手。2003年電影《生化戰士：電腦動畫電影》的台灣版影碟中，被譯為「白冰盾」。

### 美特呂戰士／神魔戰士
「美特呂戰士」原本是美特呂城（Metru Nui）的馬特蘭村民，但是戰士力剛選中了他們六人，力剛將自己的力量給了他們，令他們成為六位新戰士。美特呂戰士們的職責是守護村民讓他們遠離馬古他「泰瑞達斯」的威脅。後來美特呂戰士們要發動大拯救行動拯救村民時，被萬毒蜘蛛獸（Visorak）抓住還遭其神魔毒液（Hordika Venom）突變成半人半獸的「神魔戰士」；所幸後來有生化獵者（Rahaga）們以及傳說中的流星鎚異獸（Keetongu，具有治癒受神魔毒液感染者的能力）的幫助下，他們順利變回美特呂戰士，也完成了大拯救行動，將村民們帶往了新家園「馬他呂島」。最後美特呂戰士們用自身全部的力量，將沉睡的村民們喚醒，美特呂戰士們也因為自身的力量用盡變成了長老；成為長老後的他們帶領了村民度過了泰瑞達斯橫行時的黑暗時期，等待著馬他呂戰士的降臨。
在村民們重返美特呂後，他們和杜馬長老一起擔任美特呂的長老繼續領導村民，在泰瑞達斯控制生化世界宇宙時，他們和杜馬長老被囚禁在阿克姆（Ahkmou）。最後在泰瑞達斯抵達巴拉馬格納後，長老們隨之到來。最後長老們和村民、戰士、浪人（Agori）、大漠鬥士一起在新家園生活。
神魔戰士時期全員身後皆裝備了旋轉器，以發射「能量飛輪」（Rhotuka），也能藉此進行短距離飛行。美特呂戰士變成長老後，面具變成「高貴卡諾希」（Noble Kanohi），但面具及元素力量都大幅減弱。在玩具中，每位神魔戰士雙手皆有武器，與漫畫及電影《生化戰士3：黑暗之網》（2005年）中的單把武器形象（僅右手）不同。

#### 瓦克馬
瓦克馬（Vakama）是火之戰士兼團隊的領袖，擁有耐熱和火的能力，成為長老後元素力量大幅減弱。最初是美特呂「塔美特」（Ta-Metru）區最厲害的面具鍛造者，甚至被杜馬長老（Turaga Dume，已被泰瑞達斯冒充）親自請他製作傳奇的「時光」面具（Vahi）。充滿勇氣且善良，但起初不確定自己該成為英雄；變成戰士前曾看見了力剛的異象而困擾，也因團隊中最晚覺醒面具力量所自卑，但後來證明異象是拯救城市的關鍵。與諾佳瑪有著密切的友誼，對方也認為他是團隊天生的領導者。突變成神魔戰士時心智一度遭毒液吞噬，加上馬淘對自己身為領袖的指責而成為敵方的幹部。成為長老後負責管理火村（Ta-Koro）；起初將來到島上的塔虎視為敵人，後指引後者完成使命。因自己過往的錯誤而難以信任馬他呂戰士，時常對村民和戰士們透露有限的訊息。
美特呂戰士時配戴的卡諾希面具為「隱蔽」（Huna），賦予配戴者完全隱形的能力（但仍會留下影子）。也曾短暫戴上自己打造的「時光」面具，但力量強大到自己無法掌控。武器為「飛盤發射器」（Disk Launcher），可引導出自身火元素力量，來發射卡諾卡能量飛盤（Kanoka Disks），也能掛在身後當作噴射背包。神魔戰士時期改成兩把「拓荒爪」（Blazer Claws），可噴射出小而強烈的火焰。成為長老後手持「火杖」（Firestaff，火村工匠的工具）。
生化戰士作家格雷格·法斯堤不喜歡瓦克馬在2005年的故事中墮落的劇情。2004年電影《生化戰士2：迷城篇》的台灣版影碟中，在人物變成戰士後改譯為「火燄炮」。

#### 諾佳瑪
諾佳瑪（Nokama）是水之戰士兼團隊的副領袖，能創造、控制或吸收水，成為長老後元素力量大幅減弱。團隊中唯一的女性。最初是美特呂「迦美特」（Ga-Metru）區的古籍翻譯家，睿智、足智多謀、可靠、富有同情心，不喜歡保守秘密，與瓦克馬、歐奈瓦一樣是團隊中的戰略家。團隊中與瓦克馬有著親密的友誼。突變成神魔戰士後雖然經常發脾氣，但仍保持正面心態，且對異獸親密。成為長老後負責管理水村（Ga-Koro）；當被異獸塔拉卡瓦（Tarakava）襲擊而與村民困在水下的小屋時，受到塔庫和加莉搭救。
美特呂戰士時配戴的卡諾希面具為「翻譯」（Rau），賦予配戴者精通各種語言（書寫及口述），也能解讀古老的馬特蘭方言以及異獸的語言。但如果目標語言過久遠則無法翻譯。武器為兩把「水力刀」（Hydro Blades），能可引導出自身水元素力量，提升在水中游泳的速度，以及在水面上滑行。刀刃也能透過旋轉來攻擊，或者當作抓鉤使用。神魔戰士時期改成兩把「鰭倒鉤」（Fin Barbs），為能攀爬任何物質的抓鉤。成為長老後手持以魚骨頭製成的「三叉戟」（Trident）。
2004年電影《生化戰士2：迷城篇》的台灣版影碟中，在人物變成戰士後改譯為「深海刀」。

#### 馬淘
馬淘（Matau）是氣之戰士，能製造旋風、颶風並增加氣壓。最初是美特呂「雷美特」（Le-Metru）區的運輸車司機，業餘時間是一名志願試車手，但因魯莽的個性而造成常常試駕失敗。性格活潑、開朗、幽默，成為戰士後最先關心當英雄的名聲和魅力，導致突變成神魔戰士後是團隊中最想變回原狀的成員；時常發牢騷並質疑瓦克馬的領袖判斷，但最後與前者和解，同時喚醒墮落的瓦克馬。成為長老後負責管理林村（Le-Koro），仍隨和的個性受到村民愛戴；從海岸的罐子中找到利華，並告知其使命。
美特呂戰士時配戴的卡諾希面具為「虛幻」（Mahiki），擁有讓自身外表（包含聲音）變身成他人的能力。武器為兩把「空氣切劍」（Aero Slicers），除了戰鬥外亦可裝在背後當作翅膀來飛行。神魔戰士時期改成兩把「獠牙刀」（Fang Blades），能切斷許多東西，包括萬毒蜘蛛獸的網子。成為長老後手持「砍杖」（Kau Kau Staff）。
馬淘是官方故事和漫畫的創始人鮑勃·湯普森（Bob Thompson）最喜歡的生化戰士角色。生化戰士作家格雷格·法斯堤認為若要選擇團隊中一人在2005年故事中墮落，他會選擇馬淘，而非瓦克馬。在遊戲《生化戰士：高露潔》（BIONICLE: Colgate，2004年樂高與高露潔合作的網頁遊戲）中名字被錯拼成。2004年電影《生化戰士2：迷城篇》的台灣版影碟中，在人物變成戰士後改譯為「綠林劍」（與利華重複）。

#### 歐奈瓦
歐奈瓦（Onewa）是石之戰士，元素力量允許自己控制、創造、破壞或吸收石頭。最初是美特呂「波美特」（Po-Metru）區的雕刻師。性格粗暴，團隊中最容易憤世嫉俗、想法悲觀的人，時常吐槽隊友的觀點（如瓦克馬和努祖分別對未來及過去的關心）；但仍是勇敢、堅強的戰士，且隨著長久的互動而越來越尊重隊友，如突變成神魔戰士後對離隊的瓦克馬深表擔憂。成為長老後負責管理石村（Po-Koro），性格更加成熟，因對公平的堅持及解決爭端的技巧而被村民稱為「裁判」（The Referee）。迎接至島上的保哈圖，並告知其使命。
美特呂戰士時配戴的卡諾希面具為「精神」（Komau），賦予其配戴者洞察他人思想並控制的能力，此能力不能對無思想的對象施展。武器為兩把「原始岩釘」（Proto Pitons），能使自己輕鬆在建築物間擺盪、攀爬。神魔戰士時期改成兩把「爪棍」（Claw Clubs），能用於頂部的石塊拋出。成為長老後手持雕刻工具「石鎚」（Stone Hammer）。
2004年電影《生化戰士2：迷城篇》的台灣版影碟中，在人物變成戰士後改譯為「巨石戟」。

#### 威努瓦
威努瓦（Whenua）是地之戰士，擁有操縱、創造和吸收大地的力量。最初是美特呂「歐努美特」（Onu-Metru）區的檔案管理員，將檔案館當成自己的家，也是飽讀詩書的歷史學家，比隊友都瞭解美特呂的過去。個性在團隊中最為謹慎。突變成神魔戰士後比其他人更接近異獸，但卻最能保有理智。成為長老後負責管理地村（Onu-Koro），以誠實著稱，正如所言：「大地不會騙人，虛假毫無用處。」在遇見上島的奧努感到震驚，將他帶回村子並告知其使命。
美特呂戰士時配戴的卡諾希面具為「夜視」（Ruru），賦予本人在黑暗中也擁有清晰視力，並能釋放出一束光進行照明或致盲對手。高貴卡諾希時期只保留了夜視能力。武器為兩把「震地鑽」（Earthshock Drills），能高速旋轉來在堅硬物質上打孔、挖掘，同時發出噪音。神魔戰士時期改成兩把「重擊鑽」（Thumpers），除了鑽頭的功能外，也可召喚地下的異獸。成為長老後手持「奧努鑽」（Drill of Onua），曾一度遭感染異獸盜走，後被塔庫尋回。
在毛利語意為「大地」。2004年電影《生化戰士2：迷城篇》的台灣版影碟中，在人物變成戰士後改譯為「地星鑽」（與奧努重複）。

#### 努祖
努祖（Nuju）是冰之戰士，得以颳起暴風雪、創造冰滑梯等元素能力。最初是美特呂「柯美特」（Ko-Metru）區的知識塔學者，但很少人知曉其職業；成為戰士前是受人尊敬的預言家。擁有清晰的頭腦，特別重視未來及後果。會用鳥語來考驗對話者的耐心。突變成神魔戰士後，習慣控制自己的情緒，但仍和馬淘一樣渴望變回原樣。成為長老後負責管理冰村（Ko-Koro），因智慧而受村民敬重，以先知的身份而聞名。發現在管轄地區遊蕩的高柏加，表示歡迎並指引對方完成使命。
美特呂戰士時配戴的卡諾希面具為「念力」（Matatu），讓配戴者獲得念力，可藉此隔空漂浮、移動物體，但無法對自己施展。左眼面具的探測目鏡由瓦克馬打造（成為長老後捨棄）。武器為戰鬥及攀爬兼具的「水晶尖釘」（Crystal Spikes）。神魔戰士時期改成兩把「神魔尖牙」（Hordika Teeth），可產生一種超聲波嗡嗡聲，召喚飛行的異獸。成為長老後手持「冰錐」（Ice Pick）。
2004年電影《生化戰士2：迷城篇》的台灣版影碟中，在人物變成戰士後改譯為「冰雪斧」。

### 夏古戰士／生化獵者
「夏古戰士」的歷史可追溯到馬他呂戰士登陸馬他呂島之前還要更久的時間。在馬古他兄弟連尚未墮落之前，當時擔任馬古他「泰瑞達斯」的護衛。在擔任泰瑞達斯護衛時，他們被前者欺騙，在不知情的情況下幫他做了不少壞事；直到發現了兄弟連的墮落，於是偷取並藏起了當時被兄弟連偷走的「光之面具」，後來被兄弟連發現其中四名同伴被抓走。夏古兩名成員諾瑞克和伊魯尼成功救出了其他同伴，但卻被露妲姬（Roodaka）暗算，全員被被她所施的毒突變為名為「生化獵者」的物種。雖然全員成功逃脫，但是他們被賦予了比死更可怕的命運：永遠不會被村民接納成為真正的英雄，也失去了元素力量。
之後他們選擇接受自己的命運，全心投入研究各種異獸，從萬毒蜘蛛獸的肆虐中拯救牠們，還研究了傳說中的流星鎚異獸。他們前往了馬他呂島把「光之面具」藏在了島上的某處，大天災（Great Cataclysm）發生後他們來到了美特呂，並拯救了因受蜘蛛毒感染而突變成「神魔戰士」的「美特呂戰士」們。生化獵者告訴了戰士們，他們的現狀，以及戰士們只有流星錘異獸才能幫到他們。後來協助了神魔戰士找到流星鎚異獸，更幫助他們對抗萬毒蜘蛛獸。最後也幫忙從神魔戰士變回美特呂戰士、送走村民。之後獵者們幫助杜馬長老修復了城市。一千年後，他們被露妲姬變回了夏古戰士（受努瓦戰士們強求）。之後一度被泰瑞達斯的幻覺迷惑，不過夏古戰士們仍然突破了這些幻覺迷惑。最後和其他戰士、長老們一同遷移至巴拉馬格納居住。
夏古戰士的面具外型都是為了紀念某個偉大人物雕刻而成，例如諾瑞克的「縮小」面具是根據杜馬長老的面具雕刻而成。夏古戰士全員皆配備了金屬盔甲，並揮舞著力量有限的長茅及手持「飛輪發射盾」（Rhotuka Launching Shield）。其中發射盾除了防禦外也能發射「能量飛輪」。生化獵者時期全員改拿手杖，並以「能量飛輪」來飛行。
在馬特蘭村民的語言中「夏古」代表「護衛」之意。在確定一名之前，官方故事團隊曾考慮使用。在玩具中，唯諾瑞克戰士和伊魯尼戰士以沃爾瑪獨家發售款於2005年發布。其他四名夏古戰士的經典形象官方從未確定，直到2021年粉絲繪製的藝術圖版本並在TTV留言板的創作比賽中勝出，成為正式形象。四名角色形象源自比賽第一階段中，由四位粉絲拼裝的人偶。

#### 諾瑞克
諾瑞克（Norik）是火之戰士兼團隊的領袖，創造、控制和吸收熱量和火焰。個性無所畏懼、樂於助人、厭惡撒謊。成為夏古戰士前的經歷沒什麼人知曉，普遍認知是另一支戰士團隊的成員，後來被迫與另一對合併，後被泰瑞達斯選為夏古戰士的領袖。曾和伊魯尼救出了被兄弟連囚禁的其他四位同伴，而被露妲姬變成了生化獵者的「火之獵者」。因之前的教訓使自己變成了如長老般睿智的人物，變得十分謹慎，但仍優先以行動代替思考。熱衷幫助變成神魔戰士的美特呂戰士，其中十分關心瓦克馬。
配戴的卡諾希面具為「縮小」（Pehkui），能使自己身體縮小至6英吋（15公分），但保留正常體型時的力量。為了紀念杜馬長老，面具外型取自前者的「再生」（Kiril）面具。獨特武器為「熔岩之矛」（Lava Spear），能引導出自身的火元素力量來從頂端發射熔岩流來加熱或融化目標，亦可讓目標物降低或提升熱量。盾牌的「減速旋轉器」（Slowing Spinner）可以減慢目標的行動。火之獵者時期的手杖前端為「恐懼之杖」（Staff of Fear），並以能量套索束縛異獸的「圈套旋轉器」（Snare Spinner）當武器。
諾瑞克玩具套裝的最初計劃是「杜馬戰士」，但此想法被放棄而改為「夏古戰士」。火之獵者玩具的英語說明書上多了本名外的名字「塔康」（Tahkon）。

#### 蓋姬
蓋姬（Gaaki）是水之戰士，賦予自己控制水、製造暴風雨和引發洪水的能力。團隊中唯一的女性，個性活潑、獨立，專門研究水生異獸，並幫助保護牠們免受萬毒蜘蛛獸的侵害。成為夏古戰士前的經歷沒什麼人知曉，普遍認知是隸屬另一隊的資深戰士，也是語言翻譯專家。曾被露妲姬變成了生化獵者的「水之獵者」。
配戴的卡諾希面具為「靈視面具」，能隨機預見即將發生的未來，但未來無法改變。此能力配戴者無法控制，也容易影響心態。獨特武器為「潮汐之矛」（Tidal Spear），能引導出自身的水元素力量來戰鬥。水之獵者時期的手杖前端為「瓦解之杖」（Staff of Disintegration），還能發射用於讓水生異獸浮出水面的「漂浮旋轉器」（Floater Spinner）。
水之獵者玩具的英語說明書不像其他獵者一樣有額外的名字。

#### 伊魯尼
伊魯尼（Iruini）是氣之戰士，能創造、控制和吸收大氣。只想放鬆和玩耍，經常在沒有計劃的情況下採取行動，也是團隊中較憤世嫉俗的成員，曾表示不信任流星鎚異獸。成為夏古戰士前的經歷沒什麼人知曉，普遍認知原本是氣村馬特蘭人（Le-Matoran），後來轉變成戰士並隸屬另一隊。少數不說楚特語（Chutespeak，一種簡要的馬他呂島方言）的氣村馬特蘭人和氣之戰士。曾被露妲姬變成了生化獵者的「風之獵者」。
配戴的卡諾希面具為「瞬移」（Kualsi），能使配戴者瞬間移動至視野內可以看到的任何地方（包括穿透窗戶等透明障礙物），但無法攜帶活物一起移動。獨特武器為「旋風之矛」（Cyclone Spear），能凝聚自身的氣元素力量來釋放颶風。盾牌的「治療旋轉器」（Healing Spinner）擁有治療傷口能力。風之獵者時期的手杖前端為「中毒之杖」（Staff of Poison），並配備能以能量網纏住異獸四肢的「阻礙旋轉器」（Snag Spinner）。
伊魯尼最初設定成「厲迪其戰士」，但此想法被放棄。風之獵者玩具的英語說明書上多了本名外的名字「拉卡」（Lahka）。

#### 普克斯
普克斯（Pouks）是石之戰士，因元素力量而擁有控制石頭或製造出滑坡地形的能力。個性直言不諱，善於光明正大而非偷偷摸摸；專門捕捉陸上最大的異獸，也真心喜歡這些巨獸，得以教別人如何親近牠們。成為夏古戰士前的經歷沒什麼人知曉，普遍認知是隸屬另一隊的資深戰士。曾被露妲姬變成了生化獵者的「山之獵者」。
配戴的卡諾希面具為「模仿面具」，能短期間內模仿他人的力量，但無法模仿異獸力量、其他卡諾希力量或武器力量。獨特武器為「山崩之矛」（Avalanche Spear），能引導出自身的石元素力量來戰鬥。山之獵者時期的手杖前端為「破裂之杖」（Staff of Fragmentation），能在異獸身上留下無形的標記，以便追蹤獵物；也能發射能量繩索令異獸絆倒並制伏的「撞擊旋轉器」（Bolo Spinner）。
山之獵者玩具的英語說明書上多了本名外的名字「普克」（Puks）。

#### 波蒙加
波蒙加（Bomonga）是地之戰士兼團隊的副領袖，可創造、控制和吸收大地的元素力量。平時話少，喜歡獨自一人尋找夜間活動或隱藏的異獸，有時會鑽入地下耐心等待這些生物靠近，而對於其他人追求的事物不感興趣。成為夏古戰士前的經歷沒什麼人知曉，普遍認知是隸屬另一隊的資深戰士。曾被露妲姬變成了生化獵者的「地之獵者」。
配戴的卡諾希面具為「巨化面具」，能讓配戴者的體型增長至最高達60英尺（包含武器），力量也隨之增強（但力氣不如「力量」面具）。獨特武器為「地震之矛」（Seismic Spear），能引導出自身的地元素力量來引發地震。地之獵者時期的手杖前端為「吸收之杖」（Staff of Absorption），可透過大地的振動探測異獸；也能發射無聲並麻痺獵物的「靜音旋轉器」（Silent Spinner）。
地之獵者玩具的英語說明書上多了本名外的名字「努克」（Nuukor）。

#### 瓜魯斯
瓜魯斯（Kualus）是冰之戰士，能吸收、創造、控制冰，或者製造出暴風雪、搭起冰製橋梁。非常保護飛行類的異獸，甚至能與之對話，後來將此語言技能教給了努祖。成為夏古戰士前的經歷沒什麼人知曉，普遍認知是隸屬另一隊的資深戰士。曾被露妲姬變成了生化獵者的「冰之獵者」。
配戴的卡諾希面具為「異獸控制面具」，能控制一隻或多隻異獸，除了高智商的克拉赫卡（Krahka）和流星鎚異獸外，多數異獸都能起效用。面具力量對昆蟲類的異獸效果不佳。獨特武器為「零度之矛」（Sub-Zero Spear），能引導出自身的冰元素力量來戰鬥。冰之獵者時期的手杖前端為「怒火之杖」（Staff of Anger），可喚來飛行異獸；此時還配備了能捉住異獸並帶回自己身邊的「回力旋轉器」（Boomerang Spinner）。
在2005年電影《生化戰士3：黑暗之網》中，被發音成（古拉斯）。冰之獵者玩具的英語說明書上多了本名外的名字「庫爾斯」（Kuuls）。

### 因尼卡戰士／馬希呂戰士
當努瓦戰士在萬野呂島（Voya Nui）上遭暴走黨（Piraka）俘虜後，以賈勒為首的六位勇敢的馬他呂島村民，決定前往萬野呂上查看。在經過一番危險的冒險後六人終於順利來到萬野呂島，但就在他們即將登陸島嶼時，天上的一顆紅色彗星（Red Star）釋放了一道閃電打中他們，這股閃電能量使他們進化成了新的戰士「因尼卡戰士」（Toa Inika，由賈勒命名）；六人不但獲得了元素力量和面具力量，還擁有閃電的力量，和其他戰士不同的是他們佩戴的面具被稱為「有機面具」。
他們成為因尼卡戰士後，決定要去救出被邪惡暴走黨俘虜的努瓦戰士們和尋找生之面具的下落，因尼卡戰士和萬野呂島上的六位村民們聯手：伽蘭（Garan）、巴爾塔（Balta）、達盧（Dalu）、卡茲（Kazi）、皮魯克（Piruk）及維利卡（Velika），後來也和聖靈社（Order of Mata Nui）的一位成員銀武者（Axonn）合作。他們和暴走黨經過一番激戰後順利打敗暴走黨，之後也順利找到了放置「生」之面具（Ignika）的密室，但這時他們遇到了暴走黨的最後一位成員威佐（Vezon）；威佐順利得到了生之面具，力量得到強化令因尼卡戰士們陷入苦戰，後來剛古用自身的面具力量讀取生之面具的想法後知道，生之面具選擇了馬多奧作為自己的新守護者，於是賈勒用計拖住了威佐，使得馬多奧趁機從威佐臉上拿下面具，但是生之面具卻掉進了海裡，後來被俘虜的努瓦戰士順利被救出，這時因尼卡戰士們決定去海裡尋找生之面具，銀武者也幫他們開啟了一條祕密通道，使他們可以下去海裡尋找面具。
當因尼卡戰士們進入海底時受到生之面具的力量影響而進化成「馬希呂戰士」，進化後失去了閃電的力量。當他們正式進入這個海域時他們發現原來這裡有座城市「馬希呂城」（Mahri Nui），但這裡有六位也要尋找「生」之面具的壞蛋「百鰭軍閥」（Barraki），他們因為海水的影響變為半人半獸的模樣。馬希呂戰士們和百鰭軍閥交戰但處於下風，馬多奧還被百鰭軍閥囚禁，但是後來被馬古他「泰瑞達斯」附身的守衛機器人釋放（泰瑞達斯企圖要馬多奧協助自己）。馬希呂戰士們和百鰭軍閥交戰處於下風又有許多未知的深海異獸，他們只能把尋找「生」之面具的任務擺在第一優先，盡量迴避百鰭軍閥和深海異獸的攻擊。最後他們成功找到了「生」之面具，但發現聖靈馬他呂已死。被百鰭軍閥追擊無路可退時，馬多奧做出最後的犧牲，戴上了「生」之面具利用其力量復活了聖靈（但聖靈仍舊繼續沉睡），並把其他夥伴傳送回美特呂島，而自己因力量用盡而死。
在泰瑞達斯佔據聖靈軀體，統治生化世界宇宙的時候，馬希呂戰士被傳送到了斯加迪人（Skakdi，暴走黨的種族）的故鄉——扎卡茲島（Zakaz），後來夏古戰士們會合一起對抗泰瑞達斯的勢力。
因尼卡在村民的語言中有「來自星星能量」的意思。因尼卡戰士時全員配備頂部有筒狀彈匣的「扎莫發射器」（Zamor Launcher）。馬希呂戰士時期改配備「科達克爆破槍」（Cordak Blaster），科達克在村民的語言中有「荒涼」的意思。

#### 賈勒
賈勒（Jaller）是火之戰士兼團隊的領袖，能創造、控制和吸收熱量和火，也能耐熱及火。最初是美特呂的工匠，後成為馬他呂島火村的守衛隊長，也是火村石球（Kolhii）隊的選手。與好友塔庫（後來成為光之戰士塔卡努瓦）一起在火村地底下找到了傳說中的「光之面具」，便踏上了尋找光之戰士的旅程，曾一度為了對方犧牲生命。擁有正義以及強烈的責任感，堅定履行自己的職責；個性冷漠、缺乏幽默感，但後來與塔庫的友誼而有所改變。作為戰士團隊的領袖，希望自己能謹言慎行，總是以聽取隊員意見為好。但仍有經歷煩惱的時候，這時馬多奧成為替代領袖，也為此與對方發生分歧；但此分歧最終得以化解。
村民時期最早配戴的卡諾希面具為「精神」，在大拯救行動後來到馬他呂島時破碎，瓦克馬長老把死去力剛長老所留下的高貴卡諾希面具給自己戴上，該面具轉變成「防護」（皆無力量）。因尼卡戰士時配戴有機面具為「命運」（Calix），能賦予配戴者做出超出自己原有體能範圍的行為，如完成令人難以置信的跳躍、閃避或衝刺。獨特武器為「通電火焰劍」（Energized Flame Swords），將火元素和閃電力量結合來強化刀刃銳度。馬希呂戰士時配戴「聲納」（Arthron）面具，能透過迴聲定位感知目標的動態和位置，亦可看穿幻象，但無法識別目標的細節。武器改為「力量之劍」（Power Sword），能引導自身的火元素來戰鬥，並攜帶著一隻配備「科達克爆破槍」的哈納蟹（Hahnah Crab）；受「力量之劍」產生的熱和光吸引螃蟹型的異獸，從那時起就一直跟著賈勒，直到馬希呂戰士被「生之面具」送走後被留在原處。
角色原本名為（賈拉），但隨著樂高面臨著來自太平洋島民的法律訴訟，其名字被更改為。

#### 哈莉
哈莉（Hahli）是水之戰士，能創造、控制和吸收水。團隊中唯一的女性。作為馬他呂島水村村民，主要照料村里各項雜事，包括捕魚和修補漁網等，被諾佳瑪長老看出潛能，成為水村的石球選手並帶領隊伍取得冠軍。對之前在布洛危機中成為好友的賈勒似乎有好感，但對方略死腦筋一直不敢承認對自己的感情；賈勒一度遭拉希殺死時為他悲痛萬分。平時善良而溫和，害羞又矜持，成為戰士後，心境從原本的不安漸漸變得充滿自信，甚至強勢。
村民時期配戴的卡諾希面具為「潛水」（無力量）；因尼卡戰士時配戴有機面具為「探知」（Elda），能感知周遭的物體或隱藏生物存在，包括「生」之面具及靈魂狀態的馬多奧。獨特武器為「雷射魚叉」（Laser Harpoon），釋放帶電的水元素攻擊，也能帶自己高速潛入水中。馬希呂戰士時配戴「同種」（Faxon）面具，能模仿周圍異獸的能力。武器為「原鋼之爪」（Protosteel Talons），顧名思義，是以「原鋼」（Protosteel，生化世界宇宙已知的最強金屬）打造而成的利爪，除戰鬥外也可當成抓握工具使用。此時期身後還多了能幫自己高速游泳的一對翅膀，且海中戰鬥能力也是團隊中最強勁。
在2007年短片《生化戰士：馬希呂戰士》（BIONICLE: Toa Mahri）中，哈莉的配音被誤植成男性聲音。在玩具中，哈莉是唯一未推出初版馬特蘭人偶商品（麥當勞獨家）的團隊成員。

#### 剛古
剛古（Kongu）是氣之戰士，能創造、控制和吸收空氣。最初是美特呂的滑槽監視者，曾遭厲迪其和克銳卡威脅改變滑道的方向；後來成為馬他呂島林村的熟練的織布工和製圖師，以及擲盤冠軍。異獸戰爭時期被任命為村子部隊的指揮官。性格盡職盡責，和其他氣之戰士一樣會用幽默來與同伴交流。成為因尼卡戰士後曾認為努帕魯的面具較適合自己而不滿，但隨後決定教前者如何飛行。
村民時期最早配戴的卡諾希面具為「夜視」，後未知原因改成「漂浮」（皆無力量）。因尼卡戰士時配戴有機面具為「心感」（Suletu），雖然能將自己的想法投射到他人的腦海中或閱讀想法，但自己被迫不斷聽取隊友們的心思，導致個性變得容易分心。作為攻擊手段，可在對手的腦海中製造精神噪音。獨特武器為能發射能量箭的「雷射弩」（Laser Harpoon）。馬希呂戰士時配戴「召喚」（Zatth）面具，賦予配戴者隨機召喚各種異獸，但沒有對其的控制權，包含送走牠們。將一把不知名的近戰武器捨棄後，為了「雙手」武器而改使用雙把「科達克爆破槍」。
在毛利語意為「多雲」。

#### 修基
修基（Hewkii）是石之戰士兼團隊的副領袖（馬多奧死後），擁有製造出石製的拳頭和錘子等力量。最初是美特呂的知名能量飛盤商店所有者，其飛盤品質好到不得不讓杜馬長老禁止其他美特呂玩家使用波美特（Po-Metru）飛盤。運動神經出色，是馬他呂島上最厲害的石球射手，負責協助石村的防守，並帶領自家隊伍在石球比賽中贏得亞軍。此期間，還學到了很多關於石頭的知識。性格開朗、腳踏實地，有些頑皮；變成因尼卡戰士後對新身份感到不適應（其中困惑身軀的新顏色）。
村民時期配戴的卡諾希面具為「速度」（無力量）；因尼卡戰士時配戴有機面具為「精準」（Sanok），賦予配戴者任何無生命物體當成射彈武器，且幾乎百發百中。獨特武器為附有「攀爬鏈」（Climbing Chain）的「雷射斧」（Laser Axe）。馬希呂戰士時配戴「重力」（Garai）面具，能控制周圍的重力，但無法對自己施展此力量；此面具是劇情中為數不多具有元素力量（重力）的面具。武器改為「水族戰刃」（Aqua Warblade），是一把長柄刀。同時還配備了一對帶有電擊功能的「電氣鎖鏈」（Electrified Chains）；其中一條曾遭異獸咬斷，後來得以修復。
角色名字早期拚寫成（胡基）。修基在2006年的網路動畫《暴走黨與因尼卡戰士動畫》（Piraka\Toa Inika Animations）中的主體色為棕色，而非玩具的青銅灰。根據2007年的生化戰士官方網站所述，修基是最不擅長游泳的馬希呂戰士，與賈勒一樣海中能力較弱。

#### 努帕魯
努帕魯（Nuparu）是地之戰士，可控制大地、製造地震及土製武器等力量。個性友善且充滿好奇心，也是名狂熱發明家和機械工程師，經常抽空研究、尋找零件。美特呂失敗的執法機器人克拉利（Kralhi）和成功的瓦奇（Vahki）皆出於自己之手。到馬他呂島後成為隧道工程師，在地村4區的12號馬恩隧道（12th Marn Tunnel）工作。因其創新的獨創發明而備受推崇，成為使挖掘更輕鬆的功臣。
村民時期配戴的卡諾希面具為「力量」（無力量）；因尼卡戰士時配戴有機面具為「飛行」（Kadin），賦予配戴者長時間飛行的能力。獨特武器為能發射電氣光束的「雷射鑽」（Laser Drill）及一對可用於挖掘天生「巨爪」（Great Claws）；和其他成員不同的是，「扎莫發射器」是裝備在右肩上。馬希呂戰士時配戴「隱形」（Volitak）面具，可使自己隱形，且不會發出聲響，但仍會留下影子。武器改為「刀刃原鋼護盾」（Razor-Edged Protosteel Shield），除了用於抵擋攻擊外也能用邊緣的刀刃切割物體；還配備了雙刃武器「水族暴能刀」（Aqua Blaster Blade）。
努帕魯的「隱形」面具是地之戰士面具中首款不對稱的設計。努帕魯是團隊中唯一不屬於石球隊的成員。在玩具中，努帕魯和其他馬特蘭時期的成員不同，獨自以連同「博克瑟」（Boxor，編號8556；用於防禦布洛的載具）的套裝推出。

#### 馬多奧
馬多奧（Matoro）是冰之戰士兼團隊的前副領袖，元素力量使自己能創造、控制、吸收冰及低溫。最初在美特呂經營異獸寵物店，為此熟悉異獸語。後擔任努祖長老的翻譯和助手，能夠理解長老充滿智慧的話語中的意思並一一翻譯出來。對其他同伴非常友善。但覺得翻譯對成為戰士後有任何幫助，不像其他因尼卡戰士夥伴有戰鬥技能，而對此非常徬徨、恐懼，但仍盡他最大的努力履行新責任。知曉所有的秘密，所以平時沉默寡言，以保護同伴。逐漸成為團隊中的領袖角色後，曾和賈勒起衝突。盡量避免使用自己強大的面具力量，但事實上這是「生」之面具給予的考驗。最後犧牲自己，將聖靈馬他呂復活，並把其他同伴傳送回美特呂島。
村民時期配戴的卡諾希面具為「透視」（無力量）；因尼卡戰士時配戴有機面具為「靈魂」（Iden），能使自身與靈魂和肉體短時間分離，靈魂狀態可高速移動，並任意附身在其他物體或生物上；但此狀態下無法使用元素力量。獨特武器為「通電冰之劍」（Energized Ice Sword），能發射電結合冰元素的爆破攻擊。馬希呂戰士時配戴「復活」（Tryna）面具，可賦予死去生物的屍體人造生命並控制多名死者，自己注意力越集中，能控制的死者就越多。武器改為「雙子刀」（Twin Cutter），裝備在左手的兩把鋒利刀刃。
馬多奧在因尼卡戰士時期配戴的「靈魂」為對稱設計，與以往不對稱面具的冰之戰士不同。

## 其他戰士團隊

### 科達克戰士
科達克戰士（Toa Cordak）是史上成立的首支戰士團隊，由戰士萊蘇威克、尼基拉以及未知名的火之戰士、水之戰士、超音速戰士、鋼鐵戰士、石之戰士和重力戰士組成。科達克戰士負責保護生化世界宇宙免受各種威脅。但在一次任務中碰上一群被稱為茲格拉克（Zyglak）的爬蟲生物（非異獸），因領袖萊蘇威克在戰鬥的關鍵時刻猶豫，導致隊伍全數陣亡，萊蘇威克是唯一的生還者；萊蘇威克勉強逃脫並返回村子發出警告，但卻發現長老們全部發瘋。此事件傳遍整個生化世界宇宙，導致「科達克」一詞成為了「淒涼」的俚語。之後，萊蘇威克將馬特蘭村民們全部移至卡爾扎尼地區，並以戰士的身份對抗邪惡。萊蘇威克在海中對陣變異的卡爾扎尼時，對方曾讓他看見死去隊友們的幻象。

#### 萊蘇威克
萊蘇威克（Lesovikk）是氣之戰士兼團隊的前領袖，能使用該元素的所有力量，如颳起旋風或從封閉空間中吸出空氣。因自己的猶豫而導致團隊全數陣亡，唯有自己倖存，直至現今仍為此事愧疚。曾一度漫無目的地遊蕩，直到為了解救村民而戰。之後四處尋找馬托蘭朋友並透過做善事來贖罪。曾協助聖靈社（Order of Mata Nui）與馬古他兄弟連作戰。馬古他「泰瑞達斯」死後，疑似殺死了卡爾扎尼，並碰上保哈圖和高柏加。
配戴的卡諾希面具為「同種」。武器為「氣之劍」（Air Sword），一把鋒利的短刀刃。也騎著一台裝有「科達克爆破槍」的戰機「海橇」（Sea Sled），能在水下及水面上行駛。

#### 尼基拉
尼基拉（Nikila）是閃電戰士兼前戰術家，能操控電流。團隊中唯一的女性，與萊蘇威克關係親近，個性有些過分自信，認為戰士無人能敵。和除了萊蘇威克外的隊友一樣在任務中陣亡。
配戴的卡諾希面具為「機會面具」，賦予配戴者在特定情況下改變概率的能力，讓可能發生的事件高機率或低機率發生。武器為「三叉戟」。

### 曼蓋戰士
曼蓋戰士（Toa Mangai）是駐紮於美特呂的戰士團隊，目的是阻止黑暗獵手在城市釋放卡諾希龍（Kanohi Dragon）。成員總共有十一位，由戰士力剛、厲迪其、圖耶、奈霍以及四位冰之戰士組成。最初，曼蓋戰士除了力剛和厲迪其外，其他全員都已戰死，而厲迪其後來墮落加入了黑暗獵手。力剛之後變成了長老，為了救即將被馬古他「泰瑞達斯」攻擊的瓦克馬而犧牲自己而死；墮落的厲迪其最後也被泰瑞達斯吸收，該團隊已全數陣亡。

#### 力剛
力剛（Lhikan）是火之戰士兼團隊的前領袖，擁有操縱、吸收熱能和火焰的力量。馬特蘭時期的經歷鮮為人知，只知曉曾是美特呂的工匠，曾受杜馬長老幫助。戰士時期是英勇、老練且富有責任心的領袖，非常擅長戰鬥，曾被厲迪其評價擁有六個戰士的強度。成為長老後仍睿智但謙遜。團隊瓦解後，將含有自身力量的戰士石分給六位馬特蘭人，讓他們成為「美特呂戰士」。最後為了拯救瓦克馬而被泰瑞達斯殺死；死前將面具交給了瓦克馬。面具之後被瓦克馬為賈勒戴上。
戰士時期配戴的卡諾希面具為「防護」，但外型與塔虎的面具不同。武器為兩把「火焰巨劍」（Fire Greatswords），除了引導自身火元素來戰鬥外，也能和在一起當作盾牌、飛行衝浪板使用。成為長老後手持「火杖」。
在玩具套裝中，力剛和奇卡諾拉（Kikanalo）的人偶同捆發售（編號8811），但故事中兩者從未有任何聯繫。2006年，同捆力剛長老人偶的金頂促銷套裝在歐洲發售；該人偶在生化戰士作家格雷格·法斯堤證實為力剛前，最初被稱為「金色好人」（Golden Good Guy）。

#### 厲迪其
厲迪其（Nidhiki）是前氣之戰士，掌控風元素力量。個性與大多數戰士不同，略殘忍、暴力，非常自私和奸詐。背叛隊友而墮落加入黑暗獵手後，成為將戰士經驗傳授給黑暗獵手的講師，但仍要求讓自己執行任務；使自己與克銳卡（Krekka）搭檔為泰瑞達斯效命。為了一筆交易，不情願地同意被露妲姬變異成類似昆蟲外觀的怪物。最後與搭檔一同被泰瑞達斯吸收而亡。
戰士時期配戴的卡諾希面具為「隱形」（變異後失去面具力量）。武器為「氣之鐮刀」（Air Scythe），用於引導自身氣元素來近身戰鬥。變異後一對鉗形爪子當武器，口部能發射卡諾卡能量飛盤及爆破，亦有飛行能力。
夏古戰士伊魯尼的玩具套裝最初設計成「厲迪其戰士」，這說明伊魯尼的「瞬移」面具與變異的厲迪其間的相似。

### 喬凡戰隊
喬凡戰隊（Jovan's Team）是利用「生」之面具試圖恢復聖靈馬他呂健康的戰士團隊，也是生化宇宙世界較為早期的隊伍。在一名成員使用生命面具後，團隊的其他成員在卡達呂治癒了聖靈；喚醒聖靈產生的能量風暴開始後，一名配戴著面具「次元門」（Olmak）的成員疏散了其餘人員。他們回到了南大陸，剩下的成員變成了長老並分手，各自為馬特蘭人服務。

#### 喬凡
喬凡（Jovan）是磁力戰士。戰士時期曾指導萊蘇威克；完成使命後成為了萬野呂長老，掌管著南大陸的一片地區，在因尼卡戰士登島前的一千年前因當地災難去世。配戴有機面具「飛行」。武器為遠程武器「磁力閃電發射器」（Magnetic Bolt Launcher）以及早期款式的「扎莫發射器」。在玩具中，喬凡能以因尼卡戰士哈莉、修基與努帕魯的人偶組合而成。

## 其他戰士

### 塔卡努瓦
塔卡努瓦（Takanuva）是光之戰士，最初的光之村民「塔庫」（Takua），在美特呂時他的存在和身分被特意隱藏起來，以確保他總有一天會成為光之戰士對抗馬古他「泰瑞達斯」，他還是村民的時候，曾經他的面具被破壞過，後來換上沒有面具力量的「力量」面具但似乎不太合身，因為他的偽裝能力不太好所以變成了藍色和火村村民的紅色相異，他有時不負責任而且又很容易分心。
在剛來到馬他呂島時，塔庫表現出缺乏工作的興趣，在泰瑞達斯橫行的黑暗時代時，他被瓦克馬長老放逐，於是他就開始在全島流浪，之後他承諾做差事以幫助各村的長老們，後來塔庫成為了馬他呂島的史記員，主要工作是紀錄島上所發生的各種大事，也因為這樣他也經過許多冒險像是異獸、布洛、變種布洛的侵襲，他將他所記錄的事歸類成「編年史」，後來他和朋友賈勒在火村的地底下，發現了傳說中的光之面具，為了尋找第七位戰士，他和賈勒再度走遍全島踏上尋找第七位戰士的旅程，途中遇到了拉希的阻撓所幸有其他努瓦戰士的幫助，最後到達了島上的中心基尼呂大廟，但賈勒為了救塔庫而犧牲了生命，賈勒死後塔庫發現自己就是第七位戰士，為了不讓朋友白白犧牲，塔庫下定了決心戴上了光之面具成為了第一位光之戰士「塔卡努瓦」，後來塔卡努瓦和泰瑞達斯戰鬥並打敗了他（從這時泰瑞達斯失去了身體，以靈魂的狀態存在），最後塔卡努瓦和哈莉以及被復活的賈勒一起喚醒了聖靈馬他呂（但並沒有成功喚醒，聖靈還即將死去），還打開了泰瑞達斯巢穴的一道大門（通往美特呂的道路），於是長老和村民以及戰士，重新返回來離開了1000多年的美特呂城。
後來塔卡努瓦代替去尋找生之面具的努瓦戰士們，保護美特呂城，後來他被馬古他「伊卡拉斯」（Icarax）投入黑暗水蛭（Shadow Leech，會完全吸收光之力，使人只留下黑暗力量），但因某些意外光之力並沒有完全被吸收，而使塔卡努瓦成為了渾沌的戰士；光之盔甲變成了灰色象徵著他擁有光與暗的力量。後來見到了戰士海莉克斯、克拉庫亞和金影武者，透過一連串幻象得知努瓦戰士的起源。金影武者用自身的面具力量開啟了空間門，將塔卡努瓦送往卡達呂支援努瓦戰士們。後來取回了所有光之力並一同和努瓦戰士們聯手讓聖靈甦醒，之後在泰瑞達斯統治生化世界宇宙時也和其他戰士聯手反抗。泰瑞達斯降落在巴拉馬格納後，離開了巨型機器人，到了星球陸地，並協助塔虎找回黃金盔甲，最後盔甲顏色變回了金色。
村民時期最早配戴的卡諾希面具為「力量」；配戴的卡諾希面具為「光」（Avohkii），能強化配戴者自身的光元素力量，也能將自己的想法帶入他人的心中，亦可感知他人的道德光輝。武器為「光之杖」（Staff of Light），能引導自身光元素來釋放光束漢光彈，也能用於打擊石球。聖靈沼澤期間，武器改為「彌達克天爆槍」及「強力長矛」（Power Lance）；後者能強化自身元素力量，以及釋放能量光束攻擊。最後放棄「強力長矛」而改使用「雙光杖」（Twin Light Staffs），兩把長柄武器，外型與「光之杖」相仿。前往地底尋找泰瑞達斯時，曾騎乘一輛名為「烏薩努」（Ussanui）的載具，由拉希的盔甲製成。
電子遊戲《馬他呂線上遊戲》開發期間，塔庫在獲得正式名稱前，開發人員將該角稱為「喬治」（George）。2003年電影《生化戰士：電腦動畫電影》的台灣版影碟中，被譯為「閃光杖」。在2019年電影《樂高玩電影2》的早期概念美術設定圖中，塔卡努瓦最初原本是雷斯·丹傑維特（Rex Dangervest）的搭檔；雖然此想法最終被刪除。

### 克拉庫亞
克拉庫亞（Krakua）是超音速戰士，能產發出足以粉碎石頭和金屬原皮的聲音衝擊波。起初是特倫克羅姆半島（Tren Krom Peninsula）的一座僻靜村子；喜歡發出聲音，時常自言自語，與討厭噪音的村子相反，導致自己不太與其他村民互動。在聖靈社的馬澤卡幫助下，成為該組織的新成員；被海莉克斯派往萬野呂喚醒銀武者後，在馬他呂島上加入聖靈社與馬古他兄弟連的戰鬥。配戴的卡諾希面具為「心感」（非有機面具）。武器為「聲波震動劍」（Sonic Vibration Sword），能釋放出足以炸開石牆的衝擊波。
克拉庫亞的誕生取自樂高舉辦的戰士設計比賽，由優勝玩家約翰·戴克斯特（John Dexter）設計。即使設定上戴著「心感」面具，但因設計當時樂高還未有「心感」面具，所以面具外型被設定成「防護」。

### 杜馬
杜馬（Dume）是前火之戰士，後來成為美特呂的長老，也是該城市約一萬六千年的領導者。曾遭泰瑞達斯秘密取代來執行邪惡計劃，而自己則陷入昏迷，直到萬毒蜘蛛獸征服城市的某時被喚醒並獲得了自由；重執美特呂管理權後，與生化獵者合作修復城市。配戴的卡諾希面具為「再生」（形狀與諾瑞克的「縮小」面具相同），賦予配戴者修復無生命的物體和建築物，但不能治愈生物。
在玩具中，戰士諾瑞克的套裝最初設計為戰士杜馬。杜馬是唯一漫畫與電影形象一致的生化戰士角色。

### 海莉克斯
海莉克斯（Helryx）是世上首位水之戰士，也是聖靈創造的首位戰士；古老組織阿塔卡之手（Hand of Artakha）的前成員，後創立聖靈社並擔任領袖。本身擁有最強力的水元素力量。自己的誕生早於戰士守則，因此無須遵循該守則。配戴的卡諾希面具為「接觸感應面具」，能藉由觸碰便能得知該物體的過去，但無法用於活體或多個目標。武器為原鋼製成的尖刺的狼牙棒和一面盾牌。
海莉克斯在2008年故事中被命名之前通稱為「第一位戰士」。據生化戰士作家格雷格·法斯堤所述，海莉克斯早已完成使命，如果她選擇放棄自身戰士力量，則會成為長老。海莉克斯的外表設定是由TTV留言板上的投票決定而成。人偶外表由投票贏家設計；而「接觸感應面具」的設定則取自投票贏家，這些設定後來都被法斯堤接納。

### 伊格尼卡
伊格尼卡（Ignika）是「生」之面具為幫助潘托卡戰士在卡達呂的戰鬥中，而創造的類戰士身軀。雖然力量有些枯竭，但可以使無生命的物體復活並進化成其他生命型態。戰士型態騎乘天空飛板來讓自身高速飛行，但本體沒有飛板也能飛行。武器為「彌達克天爆槍」及強大的「生命之刃」（Lifeblade），兩者皆由「生」之面具以有機分子創造。伊格尼卡是以面具創造的身軀，意義上不能被視為是真正的戰士。

## 備註
1. ↑  在樂高玩具及多數影視作品中，普遍被譯為「戰士」；2003年電影《生化戰士：電腦動畫電影》的台灣版影碟譯為「尊者」。而在2009年電影《生化戰士：再生傳奇》的台灣版影碟則譯為「托雅戰士」。
2. ↑  此版本中，唯有「氣」元素由「叢林」元素取代。
3. ↑  「新星爆破」是將自身所有的元素力凝聚並釋放的能力，使用後無法使用任何元素力量，直到能量重新補充。此能力威力強大，往往被認為是最後的手段，甚至可能丟了性命。劇情中，加莉藉此用於對付馬古他「伊卡拉克斯」，也摧毀了卡爾扎尼地區。
4. ↑  雖然是女性，但第三人稱為「he」（他）；在官方網路影片中，曾使用男性的配音。
5. ↑  取而代之的配件是一顆石頭。
6. ↑  官方從未解釋使用棕色的原因；至於改色，玩家普遍猜測褐色戰士玩具賣得不如其他顏色的戰士。
7. ↑  玩具的身高與保哈圖一樣比其他人矮，與動畫《LEGO Bionicle：尋找創造者》中的個子高大形象相違。
8. ↑  冰之盾曾被塔庫和賈勒當成滑雪板使用。
9. ↑  為（拉希）和 （夏古戰士的初稿名稱）的組合。
10. ↑  當時與另一隊的女性靈能戰士「瓦里安」成為同伴。瓦里安最後被三名黑暗獵人襲擊而放入停滯管中陷入昏迷。
11. 1 2 3 4  面具由玩家設計成3D列印建模。
12. ↑  該面具最初是BZPower的粉絲設定項目，名為「吸收面具」，但生化戰士作家格雷格·法斯堤接受並設定成普克斯的面具。
13. ↑  玩具產品普遍譯成「魔海突擊戰士」。
14. ↑  「通電火焰劍」在玩具及虛傳圖上都僅有一把，但賈勒在圖書《生化戰士傳奇7：深淵囚徒》中用上了兩把[10]。
15. ↑  生化戰士作家格雷格·法斯堤編寫的《生化戰士傳奇7：深淵囚徒》中曾用上了「水族暴能刀」的原型版本。導致此武器雖然是官方設定，但未收錄於玩具套裝中。後來生化戰士粉絲雜誌《卡諾希報導》舉辦了一場比賽，獲勝者的武器被接受為正式設定，這點得到法斯堤的認可。獲獎設計由的創作。
16. ↑  在此前的戰士皆單獨行動。
17. ↑  面具由玩家設計。
18. ↑  厲迪其事實上很害怕昆蟲類的異獸。